# Jared Bernstein

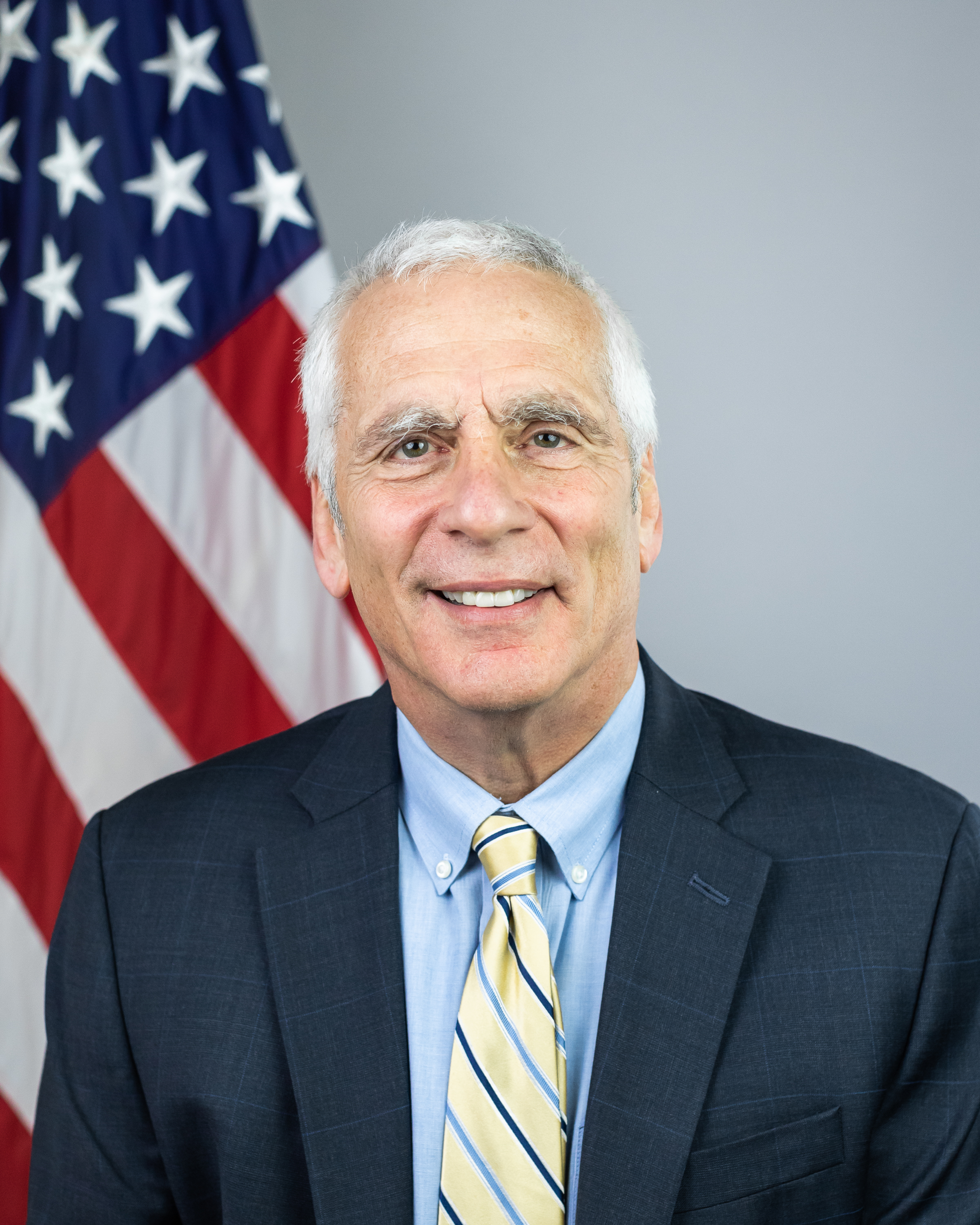
Jared Bernstein

Jared Bernstein (* 26. Dezember 1955) ist ein US-amerikanischer Ökonom sowie Politiker der Demokratischen Partei. Er war während der Amtszeit von US-Präsident Joe Biden (2021 bis 2025) Mitglied im Council of Economic Advisers und stand diesem ab Juli 2023 als Chair vor. Von Dezember 2008 bis 2011 war er Chief Economist and Economic Policy Advisor unter US-Präsident Barack Obama sowie Leiter der Middle Class Task Force.
Bernstein hat den Grad eines Ph.D. in Social Welfare an der Columbia University erworben. 1992 wurde er Mitarbeiter des Economic Policy Institute. 1995 bis 1996 diente er als Deputy Chief Economist im Department of Labor unter Robert B. Reich.
Als Wirtschaftsforscher beschäftigte Bernstein sich mit solchen Einzelaspekten der US-Volkswirtschaft wie Ungleichheit, Soziale Mobilität, Niedriglöhnen, Wirtschaftspolitik der US-Bundesregierung sowie der Bundesstaaten einschließlich internationaler Vergleiche.
Er ist über acht Auflagen hinweg Mitautor von The State of Working America. Er veröffentlichte Beiträge in der New York Times, Washington Post und The American Prospect sowie Beiträge für den Rundfunksender CNBC.
Seine letzten Bücher sind betitelt All Together Now: Common Sense for a Fair Economy und Crunch: Why Do I Feel So Squeezed? (And Other Unsolved Economic Mysteries).